# Vương quốc Nepal
Vương quốc Nepal (tiếng Nepal: नेपाल अधिराज्य), cũng gọi là Vương quốc Gorkha (tiếng Nepal: गोरखा अधिराज्य) hay Asal Hindustan (Miền đất thực sự của Hindus), là là một vương quốc Hindu trên tiểu lục địa Ấn Độ, được hình thành vào năm 1768, bởi sự thống nhất Nepal. Được thành lập bởi vua Prithvi Narayan Shah, một quốc vương Gorkhali có gốc Rajput từ Ấn Độ trung cổ, nó tồn tại trong 240 năm cho đến khi bãi bỏ chế độ quân chủ Nepal vào năm 2008. Trong thời kỳ này, Nepal chính thức dưới sự cai trị của vương triều Shah, nơi thực hiện các mức độ quyền lực khác nhau trong sự tồn tại của vương quốc.
Sau cuộc xâm lược Tây Tạng và cướp bóc Digarcha bởi các lực lượng Nepal dưới thời Hoàng tử Bahadur Shah vào năm 1792, Dalai Lama và người Ambans Trung Hoa đã báo cáo với chính quyền Trung Quốc để hỗ trợ quân sự. Các lực lượng Trung Quốc và Tây Tạng dưới thời Fu Kang An đã tấn công Nepal nhưng đã đi đàm phán sau thất bại tại Nuwakot. Tuy nhiên, trong đầu thế kỷ XIX, việc mở rộng sự cai trị của Công ty Đông Ấn ở Ấn Độ đã dẫn đến Chiến tranh Anh-Nepal (1814 Lời1816), dẫn đến thất bại của Nepal. Theo Hiệp ước Sugauli, vương quốc vẫn giữ được độc lập, nhưng đổi lại sự nhượng bộ lãnh thổ khiến sông Mechi đến sông Mahakali nằm dưới ranh giới của Nepal, đôi khi được gọi là "Đại Nepal mở rộng". Các lực lượng được phái bởi Jung Bahadur Rana đã đánh bại các lực lượng Tây Tạng vào năm 1855 để buộc phía Tây Tạng ký hiệp ước ủng hộ Nepal. Sự bất ổn chính trị sau chiến tranh dẫn đến sự lên ngôi của triều đại Rana của Khas Chhetri Rajput, khiến văn phòng Thủ tướng Nepal di truyền trong gia đình của họ trong thế kỷ tiếp theo, từ 1843 đến 1951. Bắt đầu với Jung Bahadur, Rana đầu tiên người cai trị, triều đại Rana đã giảm quân vương Shah xuống một vai trò đứng đầu. Sự cai trị của Rana được đánh dấu bởi sự chuyên chế, đồi trụy, bóc lột kinh tế và đàn áp tôn giáo.
Vào tháng 7 năm 1950, nước cộng hòa mới độc lập của Ấn Độ đã ký một hiệp ước hữu nghị, trong đó cả hai quốc gia đồng ý tôn trọng chủ quyền của nhau. Vào tháng 11 cùng năm, Ấn Độ đã đóng một vai trò quan trọng trong việc hỗ trợ Vua Tribhuhvan, người mà nhà lãnh đạo Rana Mohan Shumsher Jang Bahadur Rana đã cố gắng để thay thế và thay thế bằng cháu trai của mình, vua Gyanendra. Với sự hỗ trợ của Ấn Độ cho một chính phủ mới bao gồm phần lớn là Quốc đại Nepal, Quốc vương Tribhuvan đã chấm dứt sự cai trị của vương triều Rana vào năm 1951.
Những nỗ lực không thành công đã được thực hiện để thực hiện cải cách và hiến pháp trong những năm 1960 và 1970. Một cuộc khủng hoảng kinh tế vào cuối những năm 1980 đã dẫn đến một phong trào phổ biến dẫn đến bầu cử quốc hội và thông qua chế độ quân chủ lập hiến vào năm 1990. Những năm 1990 chứng kiến sự khởi đầu của Nội chiến Nepal (1996,2006), một cuộc xung đột giữa các lực lượng chính phủ và các lực lượng nổi dậy của Đảng Cộng sản Nepal (Maoist). Tình hình cho chế độ quân chủ Nepal còn bất ổn hơn nữa sau vụ thảm sát hoàng gia Nepal năm 2001, trong đó Thái tử Dipendra đã bắn chết và giết chết mười người, trong đó có cha vua Birendra, và bị thương nặng vì những gì được cho là tự bắn.
Hậu quả của vụ thảm sát, vua Gyanendra trở lại ngai vàng. Việc ông áp đặt cai trị trực tiếp vào năm 2005 đã kích động một phong trào phản kháng thống nhất các cuộc nổi dậy của Maoist và các nhà hoạt động dân chủ. Cuối cùng, ông đã bị buộc phải khôi phục Hạ viện của Nepal, vào năm 2007 đã thông qua một hiến pháp tạm thời hạn chế rất nhiều quyền lực của chế độ quân chủ Nepal. Sau một cuộc bầu cử được tổ chức vào năm sau, Quốc hội lập hiến Nepal đã chính thức bãi bỏ vương quốc trong phiên họp đầu tiên vào ngày 28 tháng 5 năm 2008, tuyên bố Cộng hòa Dân chủ Liên bang Nepal thay thế.
Cho đến khi bãi bỏ chế độ quân chủ, Nepal là quốc gia duy nhất trên thế giới có Ấn Độ giáo là quốc giáo; đất nước này chính thức là một nhà nước thế tục.